# Arthrophytum subulifolium
Arthrophytum subulifolium är en amarantväxtart som beskrevs av Alexander Gustav von Schrenk. Arthrophytum subulifolium ingår i släktet Arthrophytum och familjen amarantväxter. Inga underarter finns listade i Catalogue of Life.